# Horné Plachtince
Horné Plachtince (deutsch Oberplachtintz, ungarisch Felsőpalojta) ist eine Gemeinde im Süden der Slowakei mit 209 Einwohnern (Stand 31. Dezember 2024). Sie gehört zum Okres Veľký Krtíš, einem Kreis des Banskobystrický kraj.

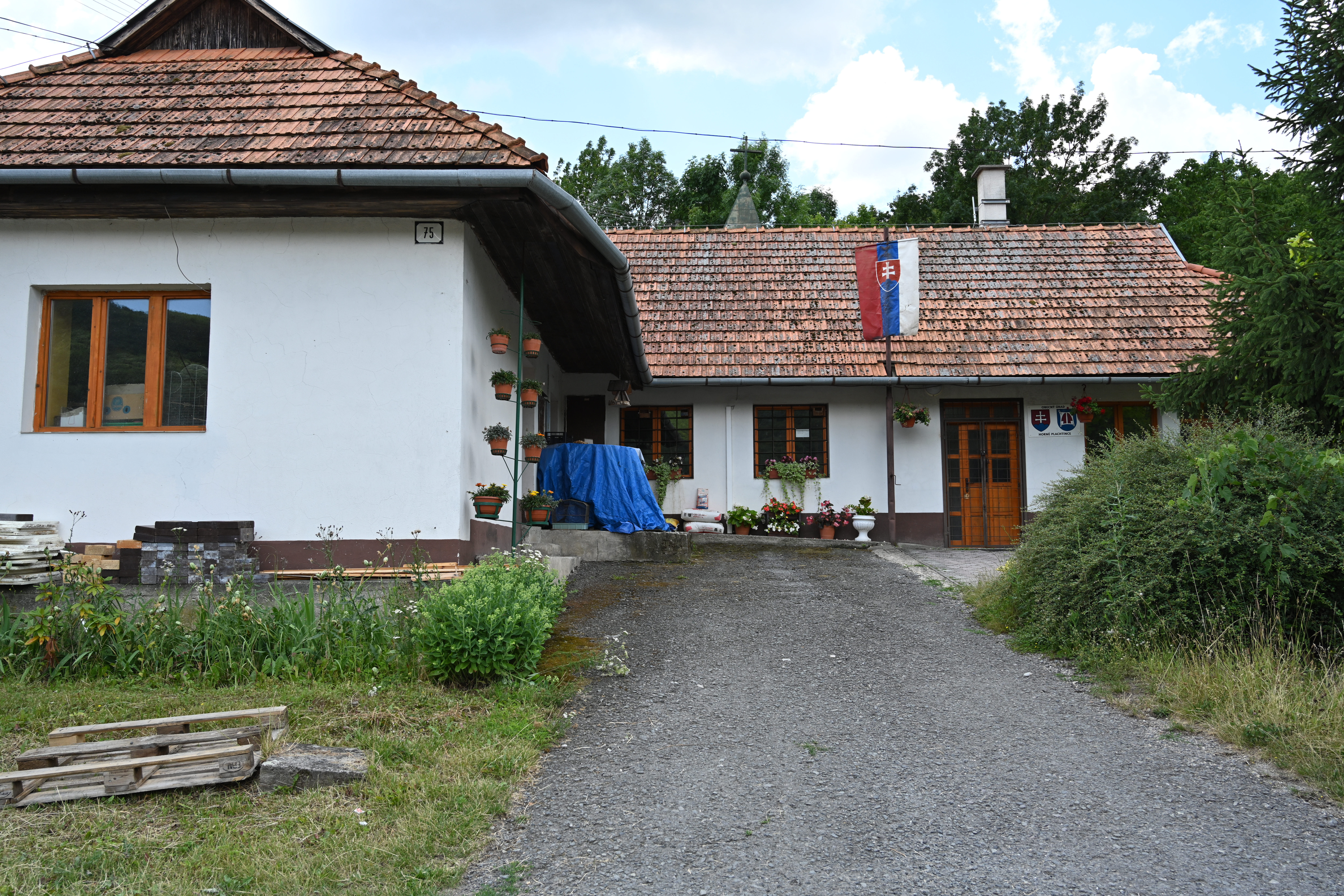
Das Gemeindeamt von Horné Plachtince

## Geographie
Die Gemeinde befindet sich am südöstlichen Rand von Krupinská planina (deutsch etwa „Karpfener Hochebene“) im Tal des Plachtinský potok. Das Ortszentrum liegt auf einer Höhe von 243 m n.m. und ist achteinhalb Kilometer von Veľký Krtíš entfernt.
Nachbargemeinden sind Sucháň im Norden, Stredné Plachtince im Osten und Süden, Príbelce im Südwesten, Čebovce im Westen und Litava im Nordwesten.

## Geschichte
Der Ort wurde zum ersten Mal 1244 als Palahta schriftlich erwähnt und lag damals im Herrschaftsgebiet der Burg Hont. 1465 ist ein Marktrecht nachgewiesen. 1828 zählte man 50 Häuser und 300 Einwohner, die als Landwirte und Obstbauern beschäftigt waren.
Bis 1918/1919 gehörte der im Komitat Hont liegende Ort zum Königreich Ungarn und kam danach zur Tschechoslowakei beziehungsweise heute Slowakei.

## Bevölkerung
| Jahr                | 1994 | 2004     | 2014    | 2024    |
| ------------------- | ---- | -------- | ------- | ------- |
| Anzahl der Personen | 216  | 193      | 210     | 209     |
| Unterschied         |      | −10,64 % | +8,80 % | −0,47 % |

| Jahr                | 2023 | 2024    |
| ------------------- | ---- | ------- |
| Anzahl der Personen | 208  | 209     |
| Unterschied         |      | +0,48 % |

Gemäß der Volkszählung 2011 wohnten in Horné Plachtince 207 Einwohner, davon 199 Slowaken, zwei Magyaren sowie jeweils ein Pole und Tscheche. Vier Einwohner machten keine Angabe zur Ethnie. 
123 Einwohner bekannten sich zur Evangelischen Kirche A. B., 44 Einwohner zur römisch-katholischen Kirche, sechs Einwohner zur reformierten Kirche sowie jeweils ein Einwohner zur altkatholischen Kirche und zur evangelisch-methodistischen Kirche. 14 Einwohner waren konfessionslos und bei 18 Einwohnern wurde die Konfession nicht ermittelt.

## Bauwerke
- Holzglockenturm aus dem Jahr 1737
- evangelische Kirche im spätklassizistischen Stil aus dem Jahr 1859
- Ein Teil der Gemeinde ist als Denkmalzone ausgewiesen, mit regionaltypischen Steinhäusern

## Söhne und Töchter der Gemeinde
- Milan Kňažko (* 1945), Schauspieler und Politiker